# Byssolomataceae
Byssolomataceae is een familie van korstmossen dat behoort tot de orde Lecanorales van de ascomyceten. Het typegeslacht is Byssoloma.

## Geslachten
De familie bevat de volgende 34 geslachten:
1. Aquacidia
2. Badimiella
3. Baflavia
4. Bapalmuia
5. Barubria
6. Brasilicia
7. Bryogomphus
8. Byssolecania
9. Byssoloma
10. Calopadia
11. Calopadiopsis
12. Ceratopycnidium
13. Eugeniella
14. Fellhanera
15. Fellhaneropsis
16. Kantvilasia
17. Lasioloma
18. Leimonis
19. Loflammia
20. Loflammiopsis
21. Logilvia
22. Micarea
23. Podotara
24. Pseudocalopadia
25. Pyriomyces
26. Roccellinastrum
27. Scutula
28. Septotrapelia
29. Sporopodiopsis
30. Sporopodium
31. Szczawinskia
32. Tapellaria
33. Tapellariopsis
34. Uluguria